# Duranús
Duranús (en francès Duranus) és un municipi francès situat al departament dels Alps Marítims i a la regió de Provença – Alps – Costa Blava.

## Demografia
| 1962                                       | 1968 | 1975 | 1982 | 1990 | 1999  | 2006 |
| ------------------------------------------ | ---- | ---- | ---- | ---- | ----- | ---- |
| 105                                        | 118  | 85   | 118  | 142  | 1.362 | 1568 |
| Des de 1962: població sense dobles comptes |      |      |      |      |       |      |

## Administració
| Període | Identitat  | Partit |
| ------- | ---------- | ------ |
| 2001-   | Henri Roux |        |